# Comité olympique du Liechtenstein
Le Comité olympique du Liechtenstein est le représentant du Liechtenstein au Comité international olympique (CIO) ainsi que le fédérateur des fédérations sportives liechtensteinoises. Il appartient aux Comités olympiques européens et est localisé à Vaduz.
Le comité est fondé en 1935 et reconnu par le Comité international olympique la même année. 